# Авадана

Ілюстрація до авадани про принца Магасаттву. В центрі картини принц Магасаттва — Будда Ґаутама в попередньому житті, дарує себе голодній тигриці та її тигрятам.

Авадáна (санскр. अवदान, avadāna IAST, букв. «доблесть, подвиг») — один із жанрів буддійської літератури. Містить оповіді Будди Ґаутами про чесноти й пороки подвижників та проповідників, їх втілення у майбутніх переродженнях людини. Близький до джатаки.
Для авадани характерне дотримання сюжетної єдності, канонічної композиції:
- вступ (Оповідь про сьогодення)
- основна частина (Оповідь про минуле)
- висновок (Зв'язок сьогодення і минулого).

Особливий акцент зроблено на вступі.
Текстам притаманні обов'язкові стилістичні кліше — постійне повторення початкових та фінальних фраз, стандартизований опис подій і персонажів за відповідним зразком.
Чимало авадан входять до складу писемних пам'яток «Віная-пітака» і «Сутта-пітака» або до збірників на зразок «Аваданашатака» («Зібрання ста авадан») та «Дів'явадана» («Божественна авадана»).